# Alexej Vasiljevič Sukletin
Alexej Vasiljevič Sukletin (rusky Алексей Васильевич Суклетин; 23. března 1943 Kazaň, Tatarská ASSR, RSFSR, Sovětský svaz – 29. července 1987 tamtéž) byl sovětský sériový vrah, násilník a kanibal známý jako Aligátor (Аллигатор), Vasiljevský kanibal (Васильевский каннибал), Kazaňský lidojed (Казанский людоед) a Povolžský aligátor (Поволжский аллигатор) Mezi lety 1979 a 1985 (podle jiných údajů mezi 1981 a 1985) zavraždil sedm lidí z nich bylo: pět dospělých žen, pubertální dívka a jedna nezletilá. Všechny vraždy s výjimkou poslední spáchal společně s Madinou Šakirovovou. Sukletin byl shledán příčetným, odsouzen k trestu smrti a popraven zastřelením.

## Život

### Mládí a první zločiny
Alexej Sukletin se narodil 13. března 1943 v Kazani. Maminka byla zdravotní sestra v polních nemocnicích. Je jisté, že v roce 1985, kdy byl Alexej uvězněn pro podezření z několika vražd, byla naživu. Zprávy o otci chybí. Alexej byl závislý na alkoholu, zneužíval jej ještě před dosažením dospělosti.
První zločin spáchal v roce 1960, když mu bylo šestnáct. V noci napadl mladou dívku, udeřil ji těžkým předmětem do hlavy a pokusil se ji znásilnit. Zachránili ji dva mladí lidé, kteří se znenadání objevili. Ačkoli se pokusil utéct, nakonec byl zadržen a odsouzen ke dvěma letům odnětí svobody. Trest si odpykal ve výchovném ústavu, po dosažení zletilosti byl umístěn do pracovně-výchovného tábora.
Další zločin spáchal v roce 1964 spolu s kamarády opilci. Když společníkům z mokré čtvrti došly peníze na další pití, Sukletin jim dal tip na starší ženu v sousedství. Společně vešli do jejího bytu a představili se jako pracovníci plynárny. Těžkým předmětem ji vzali po hlavě a ukradli osmdesát rublů. Žena přežila a o útoku zpravila policii, která pachatele zadržela v nedaleké zahradní restauraci. Sukletin dostal dvanáct let. Ve vězení ochotně spolupracoval a nahlásil každý přestupek spoluvězňů. Ve vězení byl pilným čtenářem, po propuštění sečtělost využil ke svádění žen.

### S Madinou Šakirovovou
Když byl v roce 1976 propuštěn, vzal práci ve společnosti Tatremstrojbyt (Татремстройбыт), kam však nakonec nenastoupil a pracoval jako hlídač v sadech a zahradnictvích Voschod, odkud jej vyhodili kvůli špatné docházce. V roce 1978 nastoupil jako sanitář v psychiatrické léčebně. Po roce změnil práci a znovu nastoupil jako hlídač v zahradnictví Kajenlyk v sídle městského typu Vasiljevu v Zelenodolském rajónu.
Ještě v roce 1979 se Alexej seznámil s třiadvacetiletou Madinou Nugrazizovnou Šakirovovou, rozenou Vasiljevovou a začali společný život. Podle Borise Rybaka, advokáta Šakirovové, jí hlídač napovídal, že si odpykával trest v táborech v Kazachstánu, odkud uprchl. Než se s Alexejem seznámila, jezdila za prací do Uzbekistánu, pak se přestěhovala do Kazaně, kde pracovala jako obráběčka kovů, pak byla ošetřovatelkou v zemědělství. Šakirovová měla dítě, které nechala u svých rodičů, a přestěhovala se k Sukletinovi.
Brzo se vydali cestou zločinu, začali vydíráním. Vždy se to dělo podle podobného scénáře: na příkaz Sukletina jezdila Šakirovová z Vasiljeva do Kazaně, aby si pozdě večer vzala taxi na cestu zpět. Řidiči si stěžovala, že jí chybí muž. Když přijeli domů k Sukletinovi, přemluvila taxikáře, aby noc strávili společně. Když souhlasil, vtrhli do ložnice Sukletin spolu s Rinatem Volkovem a sehráli role žárlivého manžela a bratra Šakirovové. Ztloukli taxikáře, požadovali po něm peníze a také ho vyfotografovali v nepřístojných pózách a pod hrozbou zveřejnění fotografií žádali 200 rublů. Druhý den taxikář zaplatil.

### Vraždy
Brzo po seznámení Madinou Šakirovovou jí Sukletin řekl o své touze zabíjet ženy, aby pak pojídal jejich maso. Vyprávěl jí o panovníku Středoafrické republiky Bokassovi, který byl znám lidojedstvím. a stal se Sukletinovým idolem. Dalším vzorem byl legendární anglický vrah 19. století Jack Rozparovač, který nebyl nikdy odhalen.
První vraždu Sukletin spáchal v listopadu 1979 (podle jiných údajů v listopadu 1981). Domů si pozval dvaadvacetiletou Jekatěrinu Osetrovovou a Šakirovové ji představil jako sestru. Podle některých tvrzení byla Osetrovová prostitutka. Společně poseděli a v noci se Sukletin s Osetrovovou odebrali do ložnice k souloži. Aby rozptýlila její pozornost, Šakirovová nabídla Osetrovové pití, zatímco Sukletin praštil Osetrovovou kladivem omotaným hadrem do hlavy. Pak uložil oběť do necek, provazem svázal ruce a proříznul hrdlo. Ještě dokud žila, napil se její krve a nutil Šakirovovou pít s ním. Když zemřela, zavěsil tělo oběti a za smíchu vyřezal měkké tkáně. Zbylou krev oběti zachytili do dětské vaničky. Vrah snědl srdce a plíce. Ze zbytků oběti připravila Šakirovová boršč a pelmeně a společně jídlo snědli. A také masem oběti nakrmili psy. Kosti zahrabali pod vodní rezervoár (podle jiných údajů pod sud).
Další oběti zabíjel podobně: tloukl je kladivem do hlavy nebo hlavou o zeď, poté ve většině případů prořízl hrdlo (v jednom případě byl úder kladivem do hlavy smrtelný). Před spácháním vražd vypil značné množství alkoholu. Po smrti Sukletin se Šakirovovou rozřezali tělo a měkké části připravili k jídlu. Pak vyčistila šaty a spodní prádlo od krve a společně pojídali maso obětí. Ale na samotném zabíjení se Šakirovová nepodílela. Kosti všech mrtvých zahrabali na stejném místě, kam ukryli kosti Osetrovové. Věci obětí si někdy Šakirovová nechala. Někdy prodávali lidské maso sousedům jako odřezky či vepřové na šašlik.
Podle tvrzení Farida Zagidullina, který byl v roce 1985 náčelníkem vyšetřování prokuratury Tatarstánu (později se stal náměstkem prokurátora Tatarstánu), všechny dospělé oběti vedly nemravný život, živily se prostitucí, toulaly se, byly to alkoholičky.
V lednu roku 1980 (podle jiných údajů v lednu 1982) Sukletin spáchal druhou vraždu. Spolu se Šakirovovou potkali dvě dívky a navrhli jim společnou oslavu Nového roku. V noci jednu z dívek, dvaadvacetiletou Taťánu Illarionovovou, Sukletin zabil. Druhou nechal být, neboť se mu zdála příliš hubená. Když přeživší procitla, Sukletin jí řekl, že Illarionovová musela brzo ráno vstát a odjet do Kazaně. Šakirovová si na její osobní průkaz vypůjčila magnetofon Elba.
Třetí obětí byla patnáctiletá (podle jiných zdrojů šestnáctiletá) Rezeda Galimovová. Sukletin ji vylákal na svůj pozemek v kolonii pod záminkou pomoci s učením. Namísto toho ji znásilnil a utloukl dvěma údery kladiva do hlavy. Oběť prosila Šakirovovou o pomoc, ta ji však nechala být. A poté sebrala zavražděné svetr.
Téměř zároveň spáchal Sukletin čtvrtou a pátou vraždu. Na svůj pozemek vylákal dvaadvacetiletou Naděždu Siťavinovou. Šakirovové oznámil, že od nynějška bude žít společně se Siťavinovou a představil ji své matce v Zelenodolsku. Když se vrátil na pozemek, Siťavinovou utloukl. Pak k sobě vylákal devatenáctiletou Nataliji Školnikovovou, spolupracovnici Siťavinové. Ta poznala na Šakirovové oblečení, které patřilo Siťavinové, a proto musela zemřít.
Šestou a také nejmladší obětí se stala jedenáctiletá (podle jiných údajů dvanáctiletá) Valentina Jelikovová. Když ji v Kazani potkal, představil se jako její strýc a odvezl si ji domů. Tak ji udeřil hlavou o zeď, znásilnil a snědl. Madina Šakirovová se pokoušela mladičkou dívku zachránit, a Sukletin ji surově ztloukl. Po vraždě jí Sukletin nařídil, aby unesla chlapce, to však odmítla. Opustila Sukletina a vrátila se k rodičům, ale o zločinech se nikomu nezmínila. Po odchodu Šakirovové znásilnil nezletilou dceru svého známého Borise. Získal si její důvěru vyprávěním o neexistujícím synovci žijícím v Itálii, kterého jí slíbil za muže.
Novou Sukletinovou spolubydlící se stala třiadvacetiletá Lidija Fjodorovová, které měla sklony k nepřiměřenému požívání tvrdého alkoholu. K Sukletinovi přišla v doprovodu svého vrstevníka Anatolije Nikitina. Večery trávili společně popíjením alkoholu. Ale hlídačova nová partnerka odmítla pomáhat při vraždách žen a připravovat z nich pokrmy. Sukletinovi hrozila, že o jeho zločinech řekne na milici. A proto Lidiji Fjodorovovou 12. března 1985 společně s Anatolijem Nikitinem znásilnili a zavraždili. Stala se tak sedmou a poslední obětí Kazaňského lidojeda. Její oděv spálili a za posměšků rozřezali tělo a měkké tkáně připravili k jídlu. Madina Šakirovová se 18. března 1985 k Sukletinovi vrátila. Aby zakryla vraždu Lidije Fjodorovové, uklidila v domě a vyprala zakrvácené prádlo.
Podle svědectví sousedů u nich Alexej nevzbudil podezření. Znali jej jako dobrého společníka a pijáka, který dokázal opravit střechu, vykopat brambory, recitovat verše a být ochotným hostitelem. Líbil se ženám a měl u nich úspěch. Při tom všem nazýval procházející děti kotletky a říkal, že je usmaží. Vasiljevská milice za Sukletinem přicházela, ale hlídač žádná podezření nevzbuzoval. V sovětské společnosti poloviny osmdesátých let 20. století nebylo zvykem informovat o sériových vrazích, ti byli považováni za charakteristický produkt kapitalistických zemí. Důsledkem bylo, že úřady držely zmizení žen a dívek z Vasiljeva v tajnosti.

### Osobnost pachatele, motiv zločinů
Podle vlastních slov byl Sukletin typově misionářským vrahem: maniak svoje zločiny vysvětlil tím, že mnohé z obětí byly prostitutky a objasnil, že společnost zbavil „nemorálních prvků“. Vedle toho, podle svědectví Madiny Šakirovové, zažíval Sukletin ve chvíli vraždy potěšení, a proměnil se v „opravdové zvíře“ a „satana“. Zločinec vypověděl, že obavy měl jen v době první vraždy, při dokončení dalších strach nezažíval.
Soudní psychologický profil, provedený v rámci vyšetřování, nalezl u Sukletina tyto charakterové rysy: egocentrizmus, zvýšenou vzrušivost, surovost, mstivost; ty však nesnižovaly schopnost ovládání. Madina Šakirovová jej popsala jako chytrého a krutého člověka, pro kterého „nebylo nic svaté“. Podle jejích slov se třikrát pokusil ji zabít a na ženy pohlížel jako na možný zdroj masa. Také řekla: „Krásné ženy v něm vyvolávaly přímočarou zášť. No, těch inteligentních se stranil. Líbilo se mu se mnou o takových mluvit a snít o tom, jak by s nimi souložil, dozajista perverzně, a pak by je podřezal a snědl.“

### Uvěznění
Zmizení Lidije Fjodorovové vzbudilo pozornost vyšetřovacích orgánů, navštěvovali Sukletina a ptali se ho, kde se zdržuje. Ale Sukletin odpovídal, že nemá ponětí, kde pobývá. Brzo po vraždě Fjodorovové propadl nezřízenému pití. Navštívil jej Gennadij Uglov, který pracoval na Sukletinově pozemku, a zeptal se ho, kde je Lidija Fjodorovová. Vrah ukázal místo, kde byly ostatky pohřbeny. Uglov byl na Sukletinovi existenčně závislý, neboť ten mu slíbil, že učiní zápis do jeho pracovní knížky, aby se vyhnul stíhání za příživnictví. Proto si zločinec mohl myslet, že vraždu Fjodorovové neprozradí. Očekávání navzdory, Gennadij 3. července 1985 vypovídal na milici.
Zpočátku mu nevěřili, ale když navštívili Sukltetinův dům, překvapil je silný zápach a soudní lékař Alexandr Feďunov našel na dvorku kus lidské kůže. V zahradě na Sukletinově pozemku byly sesbírány čtyři pytlíky lidských kostí, a také se našlo půl kbelíku škvařeného lidského sádla. Na zatčení Sukletina se podílel olympijský vítěz v těžké atletice Nikolaj Kolesnikov, který v roce 1985 pracoval jako starší vyšetřovatel zvláště závažných trestných činů Tatarstánu. Byl to on, kdo v Sukletinově domě našel hřeb, na který věšel těla obětí, a rovněž našel desky a nože použité při čtvrcení těl. Den po svědectví Gennadije Uglova, 4. července 1985, byl Sukletin uvězněn. Po několika hodinách se ve vězení ocitla i Madina Šakirovová.

### Vyšetřování, soud a trest
Při prvních výsleších Sukletin uvedl, že vyšetřování nemůže dokázat jeho vinu. Současně však vyšetřovatel Farid Zagidullin (později se stal náměstkem prokurátora Tatarstánu) dostal přiznání, pod hrozbou trestu smrti, když bude zapírat, od Madiny Šakirovové. Když uvážila, že její dcera může být sirotkem, Šakirovová začala vypovídat. Obsáhlé svědectví zabralo 70 stran textu.
| „ | Nikoho jsem nezabila. Nařezala jsem maso, připravovala jsem ze zabitých jídlo. Nechali jsme si věci mrtvých. Plášť, sukni, bundy, boty zavražděných. Brala jsem jen pěkné věci. Ostatní jsme spálili. | “ |

Sukletina převezli do Moskvy, aby podstoupil psychologické vyšetření v Serbského ústavu (nyní Federální lékařské výzkumné centrum psychiatrie a narkologie V. P. Serbského). Při vyšetření řekl, že necítí soucit se zabitými a vyprávěl o důvodech, které ho ke zločinům přivedly. Na otázku, zdali se bojí Boha a Posledního soudu, Sukletin řekl:
| „ | Cha, chá, co je mi do Boha! Sám jsem Bůh a ďábel! Trochu se bojím smrti. Nechce se mi umírat, málo jsem prožil. Jdi se klouzat s tvým posledním soudem! | “ |

Přestože zkoušel simulovat bláznovství, podle výsledků soudněpsychologického vyšetření byl shledám příčetným a byl poslán zpátky do Kazaně. Ve vazbě se pokoušel získat autoritu mezi zadrženými, ale po rvačce se spoluvězněm se ocitl na chvostu kastovního systému. Aby získal alespoň nějakou pozornost, líčil zločiny, kterých se nedopustil. Požadoval padesát rublů za pozůstatky každé oběti, přerušoval zasedání soudu, aby si zakouřil. O zločinech mluvil s radostí a s potěšením líčil i nejmenší podrobnosti. Vyšetřovateli Faridovi Zagudillinovi daroval fotografii s podpisem a věnováním: „V upomínku prvního setkání s lidojedem“.
K výjimečnému trestu smrti zastřelením byl odsouzen 18. dubna 1986. Před popravou daroval vlastnoručně z chleba vyrobená ženská těla vyšetřovateli Faridu Zagidullinovi. Trest byl vykonán 29. července 1987 v Kazani.
Obžaloba požadovala trest smrti i pro Madinu Šakirovovou. Soud však vzal v úvahu polehčující okolnosti: obžalovaná projevila účinnou lítost a také to, že k trestné činnosti byla přinucena výhrůžkou zabití. Šakirovová dostala patnáct let. Anatolij Nikitin dostal za vraždu Lidije Fjodorovové rovněž patnáct let. Rinat Volkov byl za vyděračství odsouzen k sedmi letům odnětí svobody. Ve výkonu trestu Šakirovová mezi spoluvězenkyně nezapadla, říkali jí Dina-masorubka. Zpočátku si trest odpykávala v Kozlovce v Čuvašsku, kde se s nimi několikrát porvala, než byla převezena do Pleseckého rajónu Archangelské oblasti. Šakirovová a Nikitin vyšli v roce 2001 z vězení, ona se v roce 2002 vrátila do Vasiljeva. V masmédiích se proběhla zpráva, že Šakirovová zemřela v roce 2005, avšak v roce 2008 byla na světě a poskytla rozhovor televiznímu programu Город. Osudy Anatolije Nikitina a Rinata Volkova nejsou známy.